# Gauchy
Gauchy är en kommun i departementet Aisne i regionen Hauts-de-France i norra Frankrike. Kommunen ligger  i kantonen Saint-Quentin-Sud som ligger i arrondissementet Saint-Quentin. År 2022 hade Gauchy 5 197 invånare.

## Befolkningsutveckling
Antalet invånare i kommunen Gauchy
Referens: INSEE